# Ølholm
Ølholm is een plaats in de Deense regio Midden-Jutland, gemeente Hedensted, en telt 867 inwoners (2008).

## Station

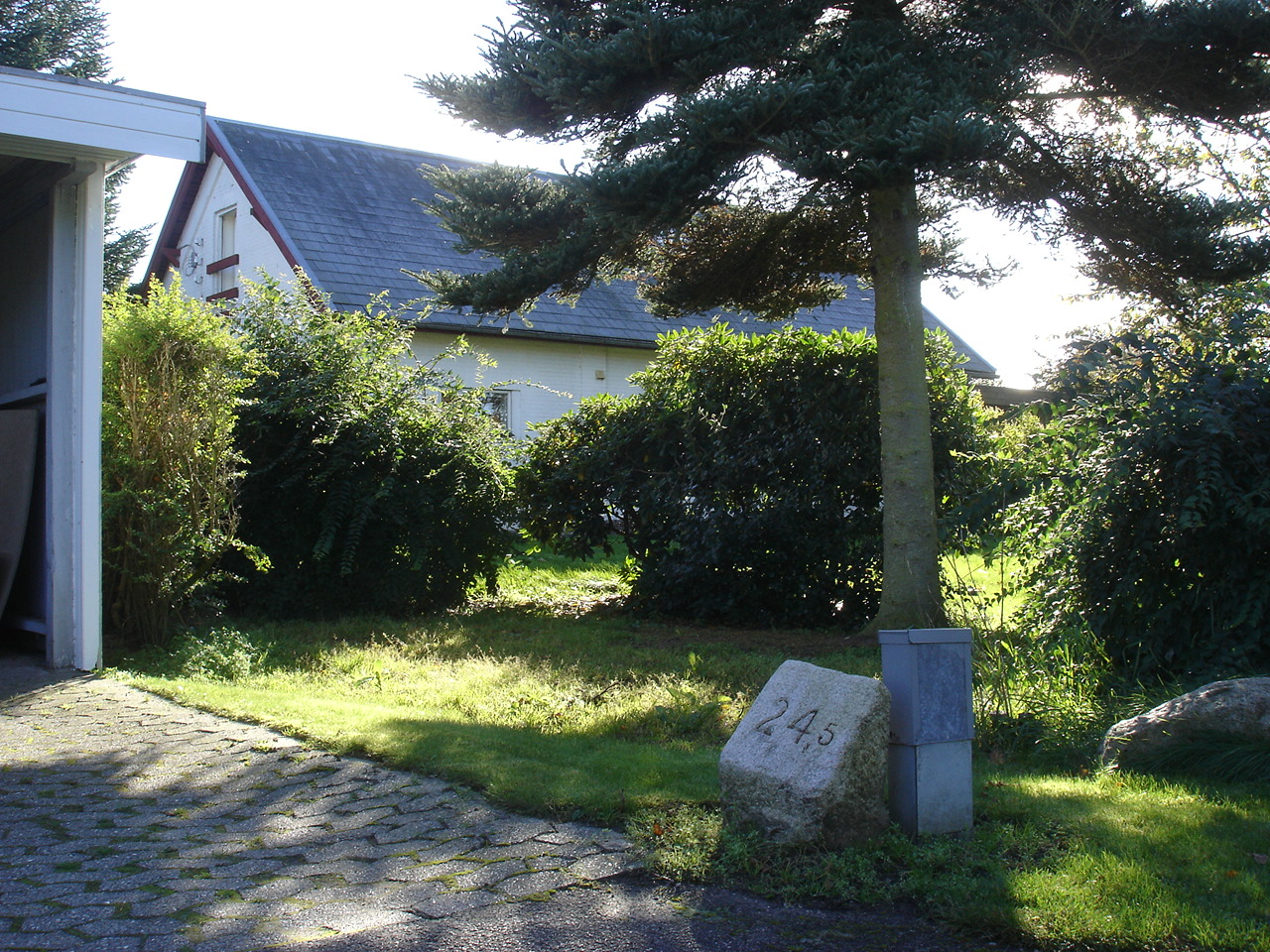
Voormalig station

Het dorp ligt aan de route van de voormalige spoorlijn Horsens - Thyregod. De spoorlijn werd in 1962 gesloetn, maar het voormalige stationsgebouw is bewaard gebleven.